# Hylemya supraorbitalis
Hylemya supraorbitalis är en tvåvingeart som beskrevs av Fan 1982. Hylemya supraorbitalis ingår i släktet Hylemya och familjen blomsterflugor. Inga underarter finns listade i Catalogue of Life.